# Strictly Come Dancing (format)
Strictly Come Dancing è un format televisivo basato sull'omonimo programma britannico della BBC, trasmesso nel mondo con vari titoli.
Il programma è un concorso di celebrità, che coinvolge coppie di celebrità con ballerini professionisti, che si sfidano ogni settimana per balli specifici, che sono segnati da una giuria. Gli spettatori hanno un certo periodo di tempo per votare i loro concorrenti preferiti, per telefono o (in alcuni degli spettacoli) online. La coppia con il punteggio più basso combinato (dai giudici più il pubblico) viene eliminata e non partecipa alla settimana successiva. Questo processo continua fino a quando rimane solo una coppia, che viene dichiarata campione.
L'Australia è stata la prima ad adattare il format britannico, che in Italia è chiamato Ballando con le stelle.

## Elenco
- Negli Stati Uniti d'America è uno dei programmi di intrattenimento di punta della ABC col nome Dancing with the Stars.
- in Australia è trasmesso da Seven Network, dove è arrivato all'ottava stagione; la più seguita è stata la quarta
- in Argentina il programma è intitolato Bailando por un Sueño
- in Brasile il programma è intitolato Dança dos Famosos
- in Germania, dove il programma è intitolato Let's Dance, il primo episodio andato in onda su RTL ha riscosso uno share del 23.4%
- in Russia la prima puntata ha raggiunto uno share del 38.2% su TV Channel Russia
- in Danimarca su TV2 ha raggiunto un impressionante 78% di share
- in Finlandia è stato citato novantuno volte sulle copertine di due tra i maggiori quotidiani nazionali nelle otto settimane di programmazione
- in Spagna è stato trasmesso col nome ¡Mira quien baila! per otto edizioni da TVE 1, sempre condotto da Anne Igartiburu; nel 2010 è approdato su Telecinco per una sola edizione col nome ¡Más que baile!; TVE iberica riprenderà il programma, col nome Bailando con las estrellas, a giugno 2018
- in Romania il nome della trasmissione è Dansez pentru tine, trasmessa per nove edizioni da Pro TV e condotta da Stefan Banica e Iulia Vantur
- in Francia il format è stato trasmesso per la prima volta nel 2011 da TF1 col nome Danse avec les stars. Le prime due stagioni sono state condotte, tra gli altri, dalla ballerina e attrice italo-francese Alessandra Martines
- in Italia il format è trasmesso dalla Rai con il nome di Ballando con le stelle, arrivato nel 2024 alla diciannovesima edizione.